# Онти, Косиро
Косиро Онти (яп. 恩地 孝四郎 Онти Ко:сиро:, род. 2 июля 1891 г. Токио — ум. 3 июня 1955 г.) — японский художник, мастер ксилографии, фотограф и писатель, основатель сосаку ханга — нового художественного направления в японской ксилографии в начале XX столетия.

## Биография
Онти был выходцем из аристократической семьи, тесно связанной с императорской семьей. Его отец, Тэцуо Онти, был чиновником императорского двора, в его обязанности входило наблюдение за образованием трех молодых принцев императорской семьи. Он также был известен как опытный каллиграф и знаток китайского языка. Мать Косиро Онти профессионально играла на кото. В детстве Косиро Онти получал такое же образование, как и принцы Японии. Он обучался как традиционной каллиграфии, так и современному западному искусству. В 1909 Онти показал свои работы художнику Такэхисе Юмэдзи. Юмэдзи был впечатлен работой молодого художника и призвал его поступить в Токийскую школу изящных искусств. Онти последовал совету наставника, однако уже в 1911 году он отказался от посещения курсов ради карьеры книжного иллюстратора.В 1912 году его повторно приняли в Токийскую школу изящных искусств, которую он окончил двумя годами позже. На тот момент его вдохновляло творчество западных постимпрессионистов и авангардистов, в особенности работы Кандинского . В 1912 году Онти основал журнал «Цукубаэ» (яп. つくば絵, «Картинки горы Цукуба», в котором публиковались его гравюры и поэтические произведения.
Поначалу, когда заработок от гравюр не приносил необходимого дохода, Онти продолжал подрабатывать книжным иллюстратором. За всю свою жизнь он проиллюстрировал более 1000 книг. В 1928 году Онти вместе с семью другими художниками направления сосаку-ханга работал над серией «100 видов нового Токио», для которой он сделал 30 гравюр. Соратники описывали его как самого «волевого человека» в группе, с широким диапазоном интересов и тщательно продуманными воззрениями.
В 1939 году он основал "Общество первого четверга" (яп. 一木会, «итимокукай»), которое сыграло решающую роль в послевоенном возрождении движения сосаку-ханга. Раз в месяц общество проводило собрания художников в доме Онти. В частности, в него входили Гэн Ямагути (1896–1976) и Сэкино Дзюнъитиро (1914–1988). Также присутствовали американские знатоки Эрнст Хакер, Уильям Хартнетт и Оливер Статлер. Благодаря «Первому четвергу», молодые художники получили товарищескую поддержку и материалы в годы войны, когда ресурсы было трудно найти, а цензура ужесточилась. Коллекция гравюр участников этого общества под названием «Первый четверг» (яп. 一木集, «итимокусю») была выпущена в 1944 году. После войны движение сосаку-ханга получило международное признание, а Онти стал лидером лидером этого направления.

### Ключевые даты
1891 — родился в Токио, в аристократической семье, близкой к императорской фамилии
1910 — посещает подготовительную школу Европейской живописи в Художественной академии Токио. Обучается в Институте европейского искусства Общества Хакуба-кай
1911 — занимается скульптурой
1913 — дизайнер обложки для книги Такэхисы Юмэдзи (1884—1934) «Донтаку» (Воскресенье)
1914 — совместно с Кёкити Танакой создаёт литературную группу, сотрудничающую с газетой Цукихаэ
1915 — окончил Токийскую Академию художеств
1917 — художник-оформитель книги Цуки ни хоэру Сакутаро Хагивары (1886—1942)
1918 — вступает в общество Нихон Сосакуханга-кёкай (Общество художественной гравюры)
1921 — выпускает журнал по искусству Найцай
1923 — совместно с Такэхисой Юмэдзи организует художественное общество Донтаку-цуан-са (Графическое общество Донтаку)
1930 — выступает с курсом лекций по искусству
1931 — вступает в Нихон Ханга-кёкай (Общество японской графики)
1934 — выходят из печати его Уми но дова (Правдивые истории моря), а также Хико канно (Высшая чувственность)- собрания его поэм и ксилографических иллюстраций
1935 — основывает журнал Сёсо (Библиотека), редакцию которого возглавляет вплоть до выхода последнего номера в 1944 году
1936 — член Национального общества живописи
1939 — совершает путешествие по Китаю
1942 — выходит в свет сборник эссе Кобо цакки (Из художественного ателье)
1943 — работает над иллюстрированием ряда произведений художественной литературы

## Стиль и техника
Гравюры Онти варьируются от ранних фигуративных до послевоенных абстрактных композиций. Будучи одним из первых участников движения сосаку-ханга, Онти считал, что искусство рождается из чувств человека. Он был больше увлечен отображением субъективных эмоций с помощью абстрактных элементов, чем воспроизведением образов и форм, существующих в реальном мире. Его работы нередко наделены лирико-поэтическим настроением. Он даже однажды сказал:
Возвращаясь к истокам, можно вспомнить, что живопись выражается сердцем в цвете и форме, она никогда не должна ограничиваться миром отраженных форм, захваченных визуальным чувством. Таким образом, выражение сердца через цвет и формы, отделенные от цвета и формы в реальном мире, и есть истинное царство живописи. И я теперь буду подобный подход к работе «лирикой».
Онти постоянно экспериментировал, включая в свои гравюры ткани, веревку, кусочки бумаги, рыбьи плавники и листья.

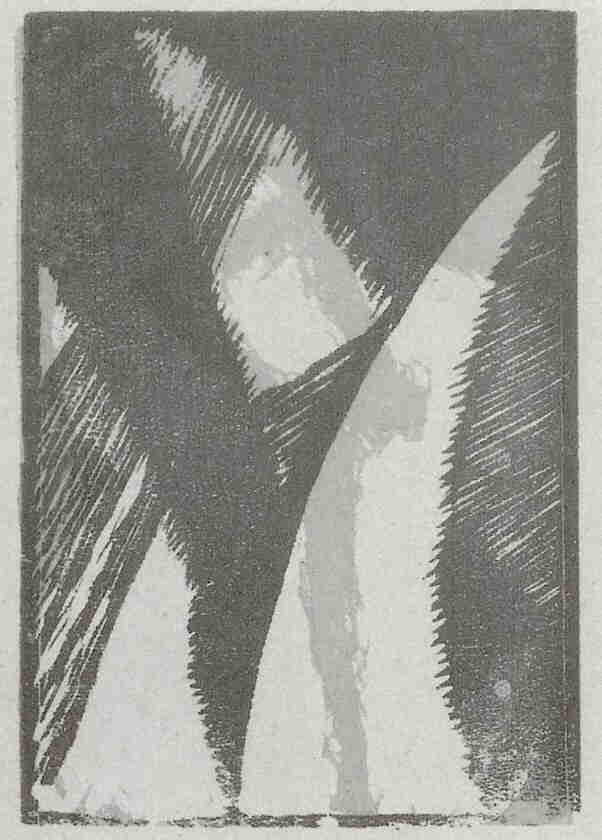
Дурак, 1914
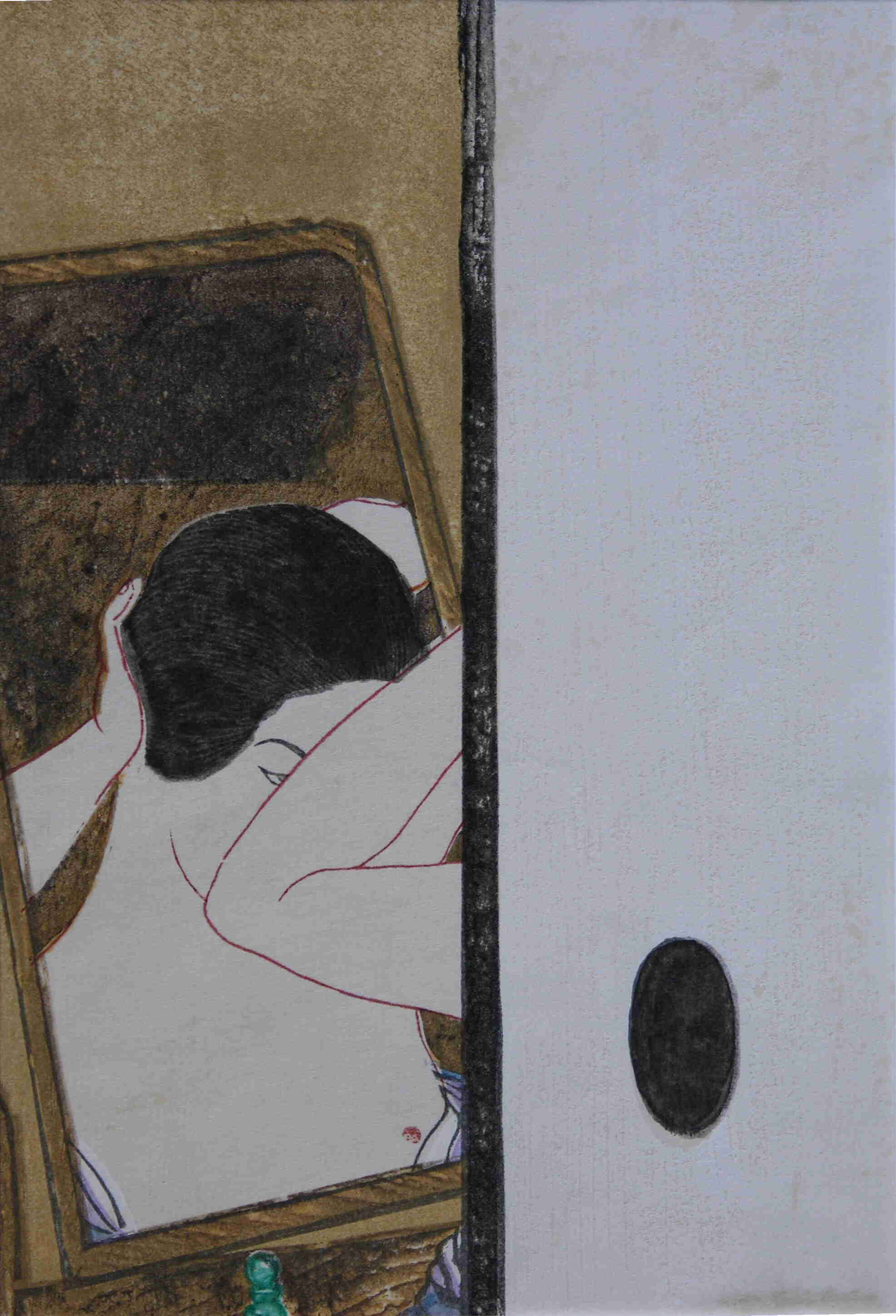
Перед зеркалом, 1928
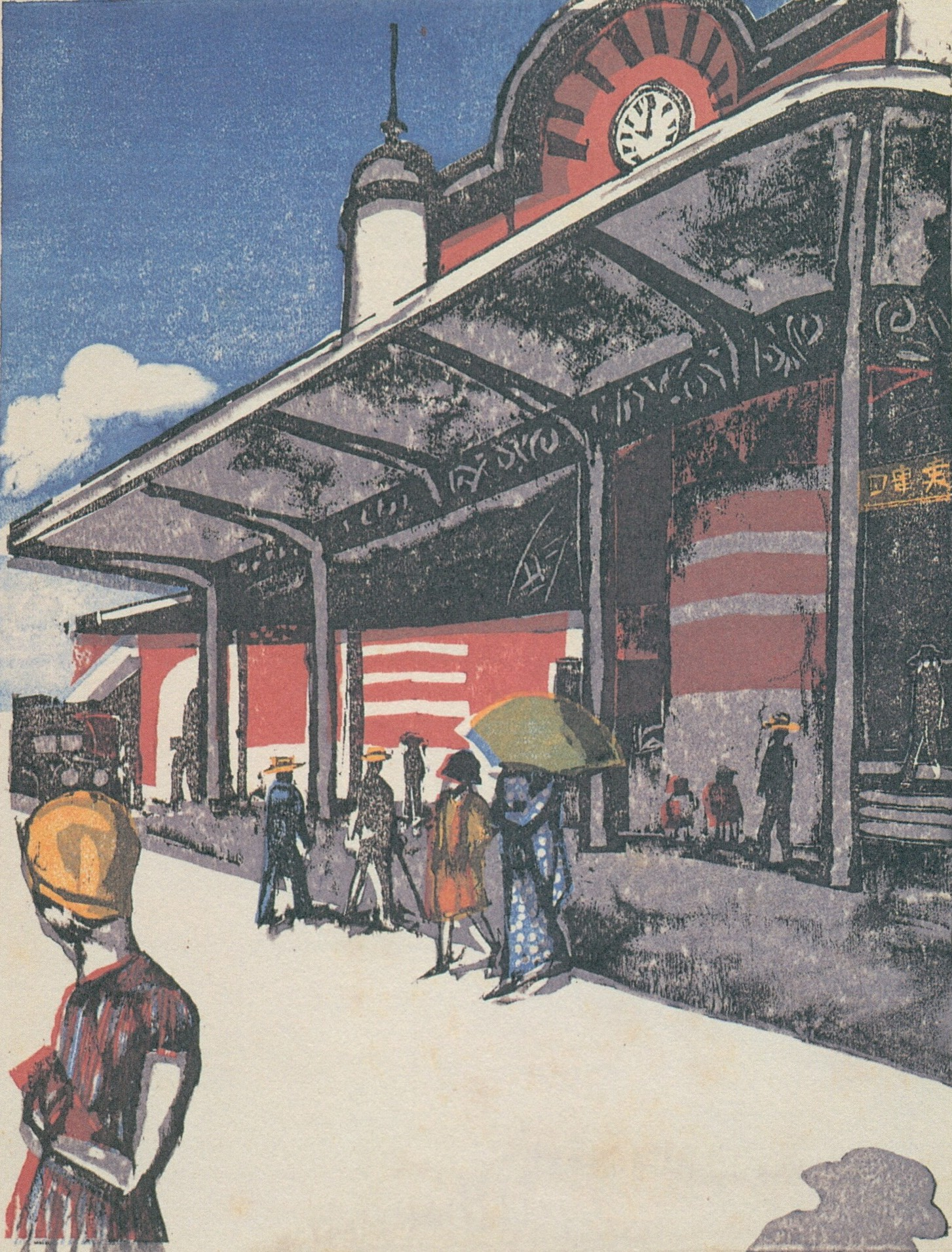
Токийская станция, между 1928 и 1932
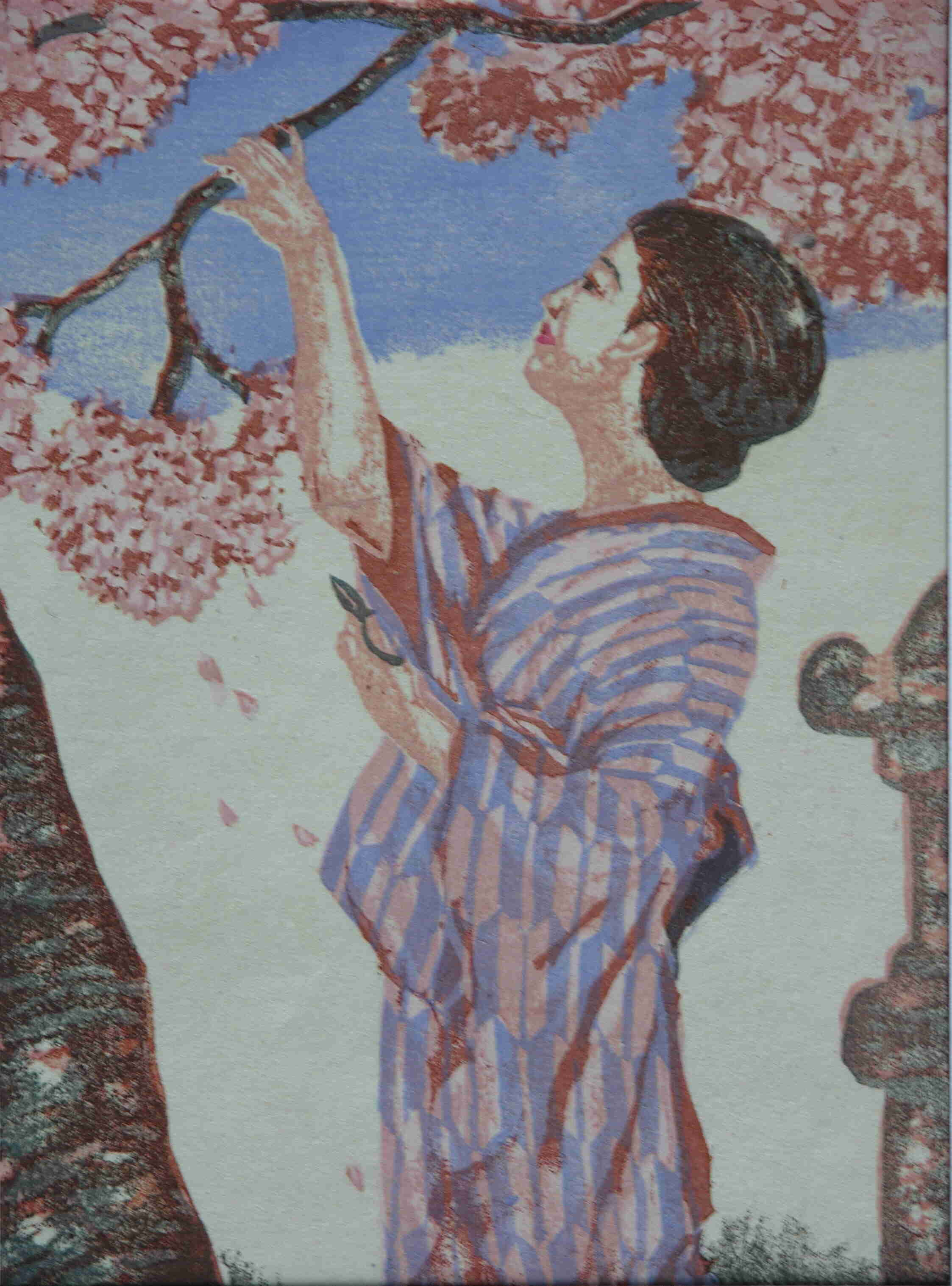
Цветение вишни, 1946

## Фотография

Фотограма, между 1930 и 1940 г.

Примерно с 1932 года Онти работал над дизайном ряда книг о фотографии, изданных компанией Гэнкося (яп. 玄光社) и Арс (Ars Corporation). Он и сам увлекся фотографией. В 1930-е и 1940-е годы Онти работал в духе авангардного направления синко сясин, самыми известными представители которого являются Дайдо Морияма и Нобуёси Араки. Излюбленными темами Онти были растения, животные и так называемые "объекты". Кроме того, он создавал фотограммы.
Онти отправился в Китай в 1939 году, и в том же году вернулся в Токио, где провел выставку своих китайских фоторабот.
Онти выставлял свои фотографии и в 1951 году, но в целом к тому моменту он уже перестал заниматься фотографией.
Косиро Онти умер 3 июля 1955 года в возрасте 63 лет после госпитализации из-за осложнений в центральной нервной системе. После смерти его семья разрешила напечатать мемориальные выпуски его гравюр художнику Хираи Коити.

## Коллекции
Работы Онти хранятся во многих музеях мира, в том числе в Национальном музее современного искусства в Токио, Национальном музее современного искусства в Киото, Художественном музее Мичиганского университета, Музее изящных искусств в Бостоне, Британском музее, Музее современного искусства в Нью-Йорке, Художественном музее Портленда, Художественном музее Сент-Луиса, Бруклинском музее, Художественном музее Вустера, Художественном музее Гарварда и Художественной галерее Нового Южного Уэльса.

## Участие в выставках (избранное)
- 1914 — 1-я Минато-я, Токио
- 1934 — Японская гравюра по дереву, Париж, Музей декоративного искусства
- 1936 — Японская графика, Женева, Муниципальный музей
- 1946 — Токио, галерея Маринути-това (персональная)
- 1947 — Союз художественных ассоциаций, Токио, Городской музей искусств
- 1951 — 1-я биеннале в Сан-Паулу
- 1952 — Международная выставка ксилографии, Лугано
- 1954 — 18-я выставка американского абстрактного искусства, Нью-Йорк, музей искусств Риверсайд; Современное искусство в Японии, Токио, Городской музей искусств
- 1964 — Сан-Франциско, Музей современного искусства (персональная)
- 1986 — Япония Авангарда 1910—1970, Париж, Центр Жоржа Помпиду
- 1991 — Онти Косиро и его современники, Окава, художественный музей Окава.

## Дополнительные ссылки
- Onchi's works at Fine Arts Museums of San Francisco Архивная копия от 4 марта 2016 на Wayback Machine
- Biography at British Museum Архивная копия от 21 ноября 2016 на Wayback Machine